# Худабашян, Карине Эммануиловна
Карине́ Эммануи́ловна Худабашя́н (арм. Կարինե Էմմանուիլի Խուդաբաշյան; 7 июля 1929, Тбилиси — 17 ноября 2015, Ереван) — советский и армянский музыковед

-теоретик, публицист, критик, кандидат искусствоведения. Заслуженный деятель искусств Республики Армения (2013), ведущий научный сотрудник Института искусств НАН РА. Член Союза композиторов и музыковедов Армении, Международного совета традиционной музыки при ЮНЕСКО. Супруга историка Гагика Саркисяна.

## Биография
Происходит от дворянских родов Худабашевых, Ханаговых и нахиджеванских интеллигентов Едигаровых. Окончила Ереванскую консерваторию им. Комитаса, аспирантуру Ленинградской консерватории им. Римского-Корсакова. Ученица Г. Г. Тигранова, Х. С. Кушнарева и др. С 1960 года работала в Институте искусств НАН РА. С 1984 по 2005 год руководила отделом народной музыки Института искусств НАН РА. Кандидат искусствоведения, ведущий научный сотрудник Института искусств НАН РА. Член Союза композиторов и музыковедов Армении, Международного совета традиционной музыки при ЮНЕСКО

## Научно-исследовательская деятельность
Основной областью исследований Худабашян являлась армянская музыка — традиционная и композиторская. Труд Худабашян «Армянская музыка на пути от монодии к многоголосию» (Ереван, 1977) — первое монографическое исследование, посвященное раннему, одному из наиболее значимых в процессе формирования армянской композиторской школы докомитасовскому периоду (Х. Кара-Мурза, Н. Тигранян, М. Екмалян).
Худабашян также исследовала проблемы лада, проводила слогоритмический анализ музыкально-поэтических текстов народных песен, вскрывающий наиболее глубинные, архетипические структуры музыкального фольклора.
В сферу научных интересов Карине Худабашян входила также профессиональная музыка устной традиции Востока. С докладами на данную тему она выступала на научных конференциях в Ташкенте, Самарканде.
Среди других исследований — «Армяно-фригийские и армяно-хеттские связи в контексте музыкознания», «Музыкальные фрагменты эпоса "Давид Сасунский" как возможный источник выявления некоторых процессов ладообразования», «Жанровое определение оперы Тиграна Чухаджяна "Аршак II"» и т.д., которые собраны в книге «Армянская музыка в аспекте сравнительного музыкознания» (Ереван, 2011), которую Худабашян посвятила памяти своих учителей. Книга стала заметным явлением армянского музыкознания последних лет. В конце жизни она подготовила к изданию ещё один объемистый труд — «О музыке и музыкантах».
Ей принадлежит множество публикаций различного характера: рецензии на концерты, оперные и балетные спектакли, ряд портретов выдающихся музыкантов-инструменталистов, певцов, композиторов, музыковедов. Именно К. Худабашян является автором первой аналитической статьи о музыке Авета Тертеряна.
Под её руководством состоялось около 50 экспедиций по сбору народной музыки в Армении и за её пределами, было записано более 2000 песенных и инструментальных образцов.
Важным событием стал выход в свет многотомной серии «Армянская традиционная музыка», основателем и главным редактором которой стала К. Худабашян (1986). В серии задействованы материалы фонотеки им. А. Кочаряна, охватывающей все области армянской традиционной музыки — крестьянские, городские, ашугские песни, народные варианты церковных песнопений, сольные и ансамблевые инструментальные наигрыши.

## Музыкальная публицистика
К музыкальной публицистике Худабашян обратилась в самом начале своей творческой деятельности. В этой области ей принадлежит множество публикаций различного характера: рецензии на концерты, оперные и балетные спектакли, ряд портретов выдающихся музыкантов-инструменталистов, певцов, композиторов, музыковедов (С. Оганезашвили, А. Даниэлян, З. Долуханова, Г. Чеботарян, А. Кочарян, Г. Тигранов), критические статьи. Следует отметить, что именно К. Худабашян является автором первой аналитической статьи о музыке А.Тертеряна (об опере "Огненное кольцо", 1967).
Ее работы печатались не только в Армении. Худабашян - один из любимых авторов журнала "Советская музыка", престижнейшего музыкального органа бывшего СССР (ныне - "Музыкальная академия").
В бытность заведующей отделом народного творчества Института искусств НАН РА, в К. Худабашян в полной мере проявилась еще одна грань ее облика - организаторский талант, умение направить в должное русло, наладить полнокровную, целенаправленную, плодотворную деятельность научного коллектива. Состоялось около 50 экспедиций по сбору народной музыки в разных районах Армении и за ее пределами. Записано более 2 тысяч песенных и инструментальных образцов. Произведена систематизация (анкетирование, картографирование, паспортизация) отдела - фонотеки им. А. Кочаряна, содержащей свыше 20 тысяч фольклорных единиц.
Завершено многотомное издание сочинений Комитаса (ред. Р. Атаян, Г. Геодакян, Д. Дероян) - событие историческое для национальной культуры. Это духовные произведения великого музыканта (8-й том, 1998), его музыкально-этнографическое наследие - "Энциклопедия армянского музыкального фольклора" (9-14 тома, 1999-2006), значительная часть которых публикуется впервые. Изданы 3-й и 4-й тома армянской народной музыки и образцов словесного фольклора, собранных М. Тумаджаном, учеником Комитаса, ред. Р. Атаян, З. Тагакчян (1986, 2005) - ценная коллекция народного музыкально-поэтического творчества Васпуракана, Балу, Тигранакерта и других районов исторической Армении; обрядовые, эпические, любовные, рекрутские, трудовые, скитальческие песни, песни-пляски, бытовой юмор, игровые поговорки и т.д., записанные со слов уроженцев этих районов в результате Геноцида армян 1915 года оказавшихся на чужбине. Опубликована монография А.Кочаряна "Ударные и духовые музыкальные инструменты в Армении" (ред. К.Худабашян, Р. Пикичян, Ж. Меграбян, А. Багдасарян, 2008) - первое в Армении фундаментальное исследование в области органологии, науки о народных инструментах.
Важным событием музыкальной жизни Армении последних лет стал выход в свет первых двух выпусков многотомной серии "Армянская традиционная музыка", основателем и главным редактором которой является К.Худабашян (1986). В серии задействованы материалы фонотеки им. А.Хачатуряна, охватывающие все области армянской традиционной музыки - крестьянские, городские, ашугские песни, народные варианты церковных песнопений, сольные и ансамблевые инструментальные наигрыши.
- Армянская музыка на пути от монодии к многоголосию. Изд-во АН АрмССР, 1977

Печаталась также во всесоюзной прессе («Советская музыка» и др.).

## Труды
- «Григорий Егиазарян» (1966),
- «Армянская музыка на пути от монодии к многоголосию» (1977),
- «Армянская музыка в аспекте сравнительного музыкознания» (2011).